# 羅馬地鐵B線
羅馬地鐵B線（義大利語：Linea B）是義大利羅馬的一條地鐵路線。羅馬地鐵B線是羅馬的第一條地鐵路線，其構想在二戰前就已經開始。二戰期間地鐵建設暫時停止。1948年地鐵恢復建設並在1955年正式開始運行。現在每天約有345,000人乘坐羅馬地鐵B線。

## 外部連結
维基共享资源上的相關多媒體資源：羅馬地鐵B線